# Polygala incarnata
Polygala incarnata là một loài thực vật có hoa trong họ Polygalaceae. Loài này được L. miêu tả khoa học đầu tiên năm 1753.